# Nicolaus Anton Friedreich
Nicolaus Anton Friedreich (auch Nikolaus Anton Friedreich; * 24. Februar 1761 in Würzburg; † 5. September 1836 ebenda) war ein deutscher Mediziner, Arzt und Hochschullehrer.

## Leben
Der Sohn des Arztes und als Hochfürstlich Bamberger und Würzburgischer Leibchirurg und Physikus tätigen Johannes Wilhelmus Friedreich (1720–1784) studierte in Würzburg, Erlangen sowie Göttingen Medizin. Er gilt als Schüler Carl Caspar von Siebolds und wurde 1788 unter dem Professor und Dekan Adam Andreas Senfft (1740–1795) in Würzburg mit einer Arbeit, in der er die rheumatische von der apoplektischen Lähmung der Gesichtsmuskulatur unterschied, promoviert. Nachdem der zuständige Arzt in Werneck an Typhus erkrankt war, wurde Friedreich die Behandlung der dort während einer Typhusepidemie an dieser Seuche Erkrankten übertragen, welche er erfolgreich durchführte. Bei der Bewerbung um eine Oberarztstelle im Juliusspital konnte er sich gegen seine Mitbewerber Franz Xaver Heller und Thomas August Ruland durchsetzen. 1795 wurde Friedreich zum außerordentlichen Professor für allgemeine Therapie und ein Jahr später zum Professor für Medizinische Klinik an der Universität Würzburg ernannt. 1796 bzw. 1798 wurde ihm vom Fürstbischof die ärztliche Fürsorge des Waisen- und Findelhauses und des adligen Seminars in Würzburg übertragen.
Im Jahr 1798 wurde Friedreich zum Generalstabsarzt der fürstlich würzburgischen Truppen ernannt. Aus diesem Jahr stammt auch seine Erstbeschreibung der (rheumatischen) Fazialislähmung. Für seine Leistungen bei der Versorgung französischer und österreichischer Soldaten, die in der Schlacht von Würzburg 1796 verwundet worden waren, wurde er gemeinsam  mit Hermann Joseph Brünninghausen 1800 von Kaiser Franz II. mit einer goldenen Ehrenmedaille samt Ehrenkette ausgezeichnet. Als Direktor der Kaiserlichen Kriegsspitäler leitete er 1804 das Würzburger Militärspital, das er mit dem Stabschirurgus Brünninghausen im ehemaligen Kloster Sankt Stephan eingerichtet hat. Als Würzburg zu Bayern kam, wurde Friedreich 1805 Mitdirektor des Hauptfeldlazaretts München und im Oktober 1805 zum ordentlichen Professor der Arzneiwissenschaft ernannt und hielt daraufhin im Juliusspital Vorlesungen über die „gesamte Spezielle Therapie“.
Während der Zeit des Großherzogtums Würzburg wurde er, inzwischen aus bayerischen Diensten entlassen, 1806 Erster Oberarzt und als Nachfolger des zurückgetretenen Friedrich Wilhelm von Hoven gleichzeitig Direktor der Medizinischen Klinik, ab 1807 nominell Zweiter Oberarzt und dirigierender Arzt des Juliusspitals; ab 1805 war er dort bis 1819 Zweiter Arzt bzw. Oberarzt (vor allem als Vorgänger und Nachfolger von Anton Müller für die Psychiatrie). Während eines schmerzhaften Gichtleidens wurde er dort von Philipp J. Horsch, der eine ambulante Klinik als Vorläufer der Poliklinik leitete, vertreten. 1819, in der Planungsphase einer neuen, 1821 bezogenen Epileptikeranstalt zur Behandlung heilbarer und unheilbarer Anfallskranker im ehemaligen Wohnhaus von Adam Elias von Siebold, publizierte Friedreich seine Vorschläge zur Einrichtung, Ausstattung und zum Betrieb einer solchen Anstalt.
1818 zum Königlich Bayerischen Hofrat ernannt, ging Friedreich 1819 wegen seines Gichtleidens und einer fortschreitenden Erblindung in den vorzeitigen Ruhestand. Seine klinischen Vorlesungen übernahm, nachdem Friedreich zu seiner Entlastung bereits 1817 erstmals die Schaffung einer außerordentlichen Professur für die dermatovenerologische Abteilung und die Epileptikeranstalt beantragt hatte, zunächst vertretungsweise Johann Lukas Schönlein. 1819 wurde Friedrich in den vorläufigen Ruhestand versetzt, 1824 schließlich als Hofrat emeritiert, hielt aber noch Vorlesungen (auch in Psychiatrie) und Schönlein erhielt 1826 dessen Professur. Friedreich starb 1836 erblindet und gelähmt „am Nervenschlag“.
Er war Vater des Rechtsmediziners Johann Baptist Friedreich (1796–1862) und Großvater des Pathologen und Internisten Nicolaus Friedreich (1825–1882). Seine Tochter Barbara, die ihn am Ende seines Lebens gepflegt hatte, starb 1837; ein weiterer Sohn war Rechtsanwalt.

## Schriften (Auswahl)
- Dissertatio de paralysi musculorum faciei rheumatici. Würzburg 1797.
- Über den Typhus und die entzündungswidrige Methode dagegen. Würzburg 1814.
- Vorzüge des Bauchstichs in der Bauchwassersucht. Ein Programm als Einladung zu seinem klinischen Unterrichte im Winter-Semester 1816–1817. Würzburg 1816.
- Nikolaus Friedreich: Entzündung, der endemische Charakter im Würzburgischen. Ein Programm als Einleitung zu seinem klinischen Unterrichte im Sommersemester 1818. Nitribitt, Würzburg 1818.
- Plan zur Errichtung einer Anstalt für Fallsüchtige. Nitribitt, Würzburg 1819.
- Dr. Nikolaus Friedreich’s gesammelte medicinische Programme. Hrsg. von Johann Baptist Friedreich. Becker, Würzburg 1824.